# 米良卡鄉
48°05′N 26°42′E / 48.083°N 26.700°E
米良卡鄉（羅馬尼亞語：Comuna Mileanca, Botoșani），是羅馬尼亞的鄉份，位於該國東北部，由博托沙尼縣負責管轄，面積60平方公里，海拔高度120米，2007年人口2,900，人口密度每平方公里48人。